# Johann Abraham Peter Schulz
Johann Abraham Peter Schulz (ur. 31 marca 1747 w Lüneburgu, zm. 10 czerwca 1800 w Schwedt/Oder) – niemiecki kompozytor i dyrygent.

## Życiorys
Studiował w Lüneburgu u Johanna Christiana Schmügla, następnie od 1765 do 1768 roku w Berlinie u Johanna Philippa Kirnbergera. W latach 1768–1771 był nauczycielem muzyki księżnej wojewodziny smoleńskiej Sapieżyny, której towarzyszył w podróżach po Europie. W 1772 roku został członkiem kapeli księcia Kazimierza Sapiehy w Dereczynie. W 1773 roku wrócił do Berlina, gdzie w latach 1776–1778 był kapelmistrzem utworzonego przez króla teatru francuskiego, a od 1778 roku kapelmistrzem w prywatnym teatrze księżnej Fryderyki Luizy. Od 1780 do 1787 roku był nadwornym kompozytorem księcia pruskiego Henryka w Rheinsbergu. W latach 1787–1795 przebywał w Kopenhadze jako kapelmistrz i dyrygent Det Kongelige Teater. W 1795 roku wrócił z Danii do Niemiec. Mieszkał początkowo w Berlinie, następnie w Rheinsbergu (1797) i Szczecinie (1798–1799), po czym osiadł w Schwedt, gdzie zmarł.

## Twórczość
Zasłynął przede wszystkim jako twórca pieśni, w których wykorzystywał melodie ludowe i dbał o poetycką wartość dobieranego tekstu. W swoich operach nawiązywał do dorobku Ch.W. Glucka oraz opery francuskiej, tworząc w Danii zaadaptował na potrzeby tamtejszych scen niemiecką formę singspielu. W Berlinie współpracował z Johannem Georgiem Sulzerem przy wydaniu leksykonu Allgemeine Theorie der schönen Künste, do którego wyszukiwał materiały i pisał artykuły.

## Wybrane kompozycje
(na podstawie materiałów źródłowych)

### Opery
- Das Opfer der Nymphen, napisana z okazji urodzin Fryderyka Wielkiego (1774)
- Clarissa, oder Das unbekannte Dienstmädchen (1775)
- Musique de l’impromptu (1779)
- La Fée Urgèle, ou Ce qui plaît aux dames (1780–1781, wersja zrewidowana 1789)
- La Vérité (1785)
- Panompheé (ok. 1785)
- Athalie (1785, wersja zrewidowana 1786)
- Minona oder Die Angelsachsen (1786)
- Aline, reine de Golconde (1787)
- Indtoget  (1789–1790)
- Høstgildet (1790)
- Peters bryllup (1793)

### Oratoria
- Maria og Johannes (1787–1788)
- Christi død (1792)
- Frelserens sidste Stund (1794)

### Kantaty
- Vater, bester lebe na głos i orkiestrę (1774)
- Universitiets-kantata til død af H. v. Stampe (1789)
- Kantata til Kronprinds Fredericks formoeling (1790)
- Sorge-sange de Prindesse Sophie Frederike bisattes (1794)
- Jesu Minde (1794)

### Pieśni
- Gesänge am Clavier (1779)
- Lieder im Volkston (3 zeszyty, 1782–1785)
- Johann Peter Uzens lyrische Gedichte religiösen Inhalts (1784)
- Gedichte von Friederike Brun, geboren Münter (1795)